# 渡邊渚
渡邊 渚（わたなべ なぎさ、1997年〈平成9年〉4月13日 - ）は、日本のタレント、モデル、エッセイスト。大学生時代に生島企画室（現FIRST AGENT）にタレントとして所属し、2020年4月から2024年までフジテレビでアナウンサーとして勤務した。

## 来歴

### 学生時代
新潟県阿賀野市（旧：北蒲原郡水原町）出身で、小学2年生まで同市で過ごす。両親と妹がいる。家の周りは田んぼに囲まれ、庭にキジが来たり、クマが出たりするなど豊かな自然の中で育つ。学校帰りは友人と田んぼの畦道を歌い歩いたり、近くの小川でザリガニを釣ったりするなど、田舎生活を送っていた。
父はサラリーマンで、単身赴任していたが、2004年（平成16年）に発生した新潟県中越地震を機に「家族一緒に生活したい」と両親に伝え、愛知県名古屋市で3年間、11歳からは神奈川県横浜市に居住する。横浜市立平戸中学校では剣道部に所属した。慶應義塾女子高等学校に進学し、バレーボール部に所属する。高校2年時にはビジネスコンテストの「キャリア甲子園」に「2020年にする仕事」のテーマで出場した。
慶應義塾大学経済学部に内部進学した。大学では乗馬同好会に所属した。建築家になる夢も持っていたが、進学時に「アナウンサーを目指そう」と決意したと語っている。大学1年時に「ミス慶應コンテスト2016」に出場しファイナリストとなるが、コンテストは中止となった。大学在学中、後に同期入社となる佐久間みなみとともに生島企画室（現在のFIRST AGENT）に所属し、タレント活動を行った。本人はフジテレビ（フジテレビ アナトレ）とTBS（アナウンススクール『TBS Voice』）のアナウンススクールに参加したことを明かしている。

### フジテレビアナウンサー時代
大学卒業後の2020年4月、フジテレビにアナウンサーとして入社した。同期入社のアナウンサーは佐久間みなみ、德田聡一朗である。9月5日から『もしもツアーズ』4代目ツアーガイドとして起用された。9月28日から『めざましテレビ』に出演する。2021年10月から『ワイドナショー』も担当した。
2022年7月28日の『めざましテレビ』で、渡邊の新型コロナウイルス感染が報告された。同日から同番組を欠席し、長期休養を経て8月8日から番組に復帰した。放送終了後、渡邊は自身のInstagramを更新し「長い間お休みしてご心配おかけしました」と復帰を報告した。「体調が戻っても、声がなかなか元通りにはならず、時間がかかってしまいましたが、今朝ようやく生放送にも完全復活できました」としたうえで「今日からまた気持ちを新たに頑張ります！みなさんも、お身体に気をつけてお過ごしください」と呼びかけた。
2023年1月12日から『ぽかぽか』に、木曜進行アナウンサーとして出演した。
同年7月、体調不良のため休養に入り、すべての番組を降板した。のちに、長期休養の理由がPTSD（心的外傷後ストレス障害）であることを公表した。休職を余儀なくされたという。渡邊は「病室でテレビをつけると、私の担当していた番組に別のアナウンサーが出ている。SNSを開くと、学生時代の友人が人生を謳歌している様子が溢れている。私だけが社会から取り残されている不安に苦しみました」と当時の心境を語り、自傷行為に及んだことも明らかにした。
翌2024年8月、復帰することなくフジテレビを退職することを公表した。

### フジテレビ退社後
本人によると、講談社のオファーを受け、2024年10月よりエッセイの執筆に着手したとしている。また、本人によると、「退社後は会社を起業し、自身が社長を務めている」という。
10月31日発売の『FRIDAY』（講談社）、11月8日発売の『週刊ポスト』（小学館）など、立て続けに週刊誌のインタビューに応じ、自身がPTSDを発症していることを明かした。
11月21日配信の「バレーボールキングSP! MUFG SV LEAGUE ALL STAR GAMES 2024-25出場選手発表特番」でMCを務めた。
2025年1月29日、自身初の著書となるフォトエッセイ『透明を満たす』（講談社）を発売した。同期・佐久間みなみの1stフォトブック『みなみから』（2024年5月発売、講談社）の撮影を担当した三宮幹史がカメラマンを務めた。
発売から間もなくAmazon「売れ筋ランキング」の「タレント本（総合）」のカテゴリーで1位を記録。1週間で6,775部を売り上げ、2月17日付「オリコン週間BOOKランキング」のジャンル別「写真集」で1位を獲得した。2月24日付の「オリコン週間BOOKランキング」ジャンル別「写真集」では2位を記録し、累計売上は2万5,690部となった。本書について、DV専門家でコラムニストの藤井セイラは「心の傷からの回復途上にいる人への理解を深めてくれる内容を持つ」と紹介し、「清冽さと力強さを兼ね備えた同書に、励まされる人も多いのではないだろうか」と評価している。
2月26日、3月3日発売予定の『週刊プレイボーイ』（集英社）の表紙グラビアおよび付録DVDに登場することが、複数の芸能メディアにより報じられた。
2月28日、自身のInstagramを更新し、同日発売の『FRIDAY』（講談社）にロングインタビューが掲載されていることを告知した。「『私は病気になりたくてなったわけじゃない。罪を犯したわけでも、誰かを傷つけたわけでもないのに、なぜ生活を制限されるのか』と、ベッドから起き上がれない日々の中で考えていました。独立して5ケ月。誰かにとって不都合な事実があるからか、はたまた社会が歪（いびつ）だからか、風当たりの強い船出ではありますが、私は嘘をつかず、逃げずにここにいる」とインタビューに応じた心境を綴った。
3月3日発売『週刊プレイボーイ』（集英社）の表紙・巻頭グラビアと付録DVDに初登場した。背中が大きく開いたセクシーなバックショットやくびれくっきりの背中、へそ出しショットが大胆に掲載された。3月8日には自身のInstagram上にオフショットを連発し、「写真はぜひプレイボーイ本誌、もしくは電子版で見てみてください」とファンに呼びかけた。
3月13日、WEBメディア『モデルプレス』は、渡邊が同年春にスタートする新番組のレギュラーMCに就任する予定であると報じた。具体的な情報が一切明かされない発表に対し、各方面で困惑や憶測が飛び交い、社会的に大きな波紋を呼んだ。
株式会社REAL VALUEは3月15日、渡邊がYouTube新番組『モデルプレス×REAL VALUE インタビュー』のMCに就任したことを発表した。初回は3月26日午後7時からYouTube『REAL VALUE』公式アカウントで配信予定で、初回出演者が同社代表を務める溝口勇児であることが告知された。同番組は、BreakingDownCOO兼国内事業代表の溝口勇児、元ライブドア社長の堀江貴文、青汁王子こと三崎優太がメインキャストを務めるYouTube番組『REAL VALUE』のスピンオフ番組で、WEBメディア『モデルプレス』とのタイアップ企画である。
3月15日、渡邊は自身のInstagramを更新し、14日に投稿した「シルバーリボンジャパン」に関する投稿がネットニュースで取り上げられないことに対し、不満をにじませた。ストーリーズでは「ここ半年間、インスタの投稿は内容関係なくほぼ全てネットニュースにされたけど、この投稿だけ何もなくて。不思議だな～」と綴り、これまでの注目度との落差に納得がいかない様子を見せた。
3月26日午後7時、YouTube『REAL VALUE』公式アカウントで、渡邊がMCを務める新番組『モデルプレス×REAL VALUE インタビュー』の第1回が配信された。当該動画『「怒りを原動力に」渡邊渚がカメラの前で初めて話した決意。空白の1年間が明らかに【重大発表/REAL VALUE】』は、公開直後に非公開となり、翌3月27日午後2時4分時点では限定公開に変更されていた。同時点での再生回数は886回に到達した。そして午後2時10分には、再び非公開となった。
同日午後6時、企画主体である『モデルプレス』は、番組名を『起業家1年生 渡邊渚とREALな社長 - モデルプレス×REAL VALUE』に変更し、配信日を3月27日午後7時へと延期することを告知した。同日午後7時、再び公開動画となったが、数時間後に削除された。理由については不明である。その後、別の動画として再投稿・公開された。4月1日午後5時00分時点での再生回数は10万回を突破した。

## 人物

### 特技・趣味など
- 特技は手先が器用なこと[52]、ピアノ、テニス、競技かるた、剣道（剣道初段）[19][53]。漢字検定準1級の保有者である[54]。
- フジテレビアナウンサーのころ渡邊は「目覚まし時計をかけなくても定時に起きられる。遅刻が怖くて、アラームをかけても、その時刻の2分前には目がパッと覚める」と述べていた[21]。
- 小さい頃から新聞広告に入っていた間取り図を見るのが好きで、子供の頃の夢は建築家であった。2021年、東京都不動産鑑定士協会が主催する「第1回 夢の家!!あったらいいな絵画コンテスト」に応募すると「森の別庭 〜私の隠れ家〜」という作品で入賞した[13]。。「一点透視図法とか基礎をネットで勉強して何とか描き上げた」という[13]。
- 趣味は建築模型作り、美術館めぐり[53]、ボトルシップ作り[1]など。
- 2024年1月19日、Instagramのストーリーズを更新した渡邊は、「退院してから酵素風呂によく通っている。血流が良くなって身体の芯からポカポカするし、痛みも和らぐのでハマっている」と最近のリラックス法を明かした[55]。
- SNSで発信を続ける理由は「私の言論は誰にも止められない」という思いがあり、闘病生活中に真っ暗な病室で天井を見つめながら「もう立ち直れない」と諦めそうになったとき、「SNSでの温かい声に生きる活力をもらえた。批判にさらされながらもコメントを受け入れてきたのは、そんなつながりをなくしたくなかった」ためである[56]。

### 家族・親族
- 父親について、渡邊本人によると「父親は新潟県北蒲原郡水原町（現在の阿賀野市）出身の[4]ごく普通のサラリーマン[8]」、実家の経済状況については「実家はお金持ちではない[8]」とのこと。
- 母親は新潟県十日町市出身で[4]、パート勤務をしていた[8]。
- 母方の祖父は十日町市で着物の染色職人をしていて、渡邊は小さい頃、祖父が工場で作業をしている姿を見ていたという[4]。渡邊が20歳の成人式には、十日町で作られた振袖で出席した[4]。
- 妹とは仲が良く、毎年2人で旅行に行く[6]。
- フジテレビ在籍中の2023年1月26日、同局の昼のバラエティ番組『ぽかぽか』に母と妹が生出演した[57]。

### 恋愛観
- フジテレビ新入社員のころ、「入社3年間は恋愛するな」と言われたことがあり、当時の渡邊は「女子アナとはそういうものだ」と思い込み、その言いつけを守った[56]。「朝の番組を担当していたため毎日深夜2時台に起床し、さまざまな仕事をこなして帰宅するのは夜で、休日は月に4日程度ということも珍しくなく、そもそも恋愛する余裕もまったくなかった」という[56]。

### 交友関係
- 自信を持って友人と呼べるのは3人だけで、「人と会いたくないとか話したくないとかではなく、幼い頃から広く浅い関係よりも狭く深い人間関係を築くタイプ」である[58]。友人観について「友達の真価は数じゃない」と思いを明かしている[59]。起業家の椎木里佳は女子高からの友人である[60]。

### 中越地震に被災した影響と遺書
- 自ら、人生や考え方が変わった日として、新潟県中越地震が発生した日（2004年（平成16年）10月23日）を挙げている。当時の渡邊は7歳であり、父が単身赴任中で新潟の自宅に住んでおらず、母親と妹と3人暮らしであった。人生で初めて経験する大きな地震で、当時住んでいた地域の揺れはそれほどではなかったが、母方の祖父母が震源地の中越で被災したこともあり、またテレビなどで連日報道される地震のニュースを見聞きしていくうちに、子供ながらに「今生きているということが当たり前じゃない」「いつ死ぬかわからない、みんながみんな天寿を全うできるわけではない」と認識させられた。「（単身赴任中の）父が一人で被災したら誰も助けてあげられない」と思いを寄せて、家族が分かれて暮らしていることに恐怖を感じ、前述のように「家族一緒に生活したい」という思いを自分から両親に伝えたことで、生まれ育った新潟を離れる。この日を境に、毎日寝る前に「家族や大切な人たちが苦しむことなく、明日を笑って過ごせますように」などと、寝る前に空に向かって祈ることと、毎年10月に遺書を書くことを始めている。遺書はこの7歳の時から書き続けており、家族や友達らに伝えたいことや金銭関係、自分の葬儀についての希望、デジタルデータやSNSの後処理についてなど多岐にわたり、年に1度遺書に向き合って考えているという[5]。

## 闘病生活
2023年6月、体調不良により2週間ほど休養した。その後復帰したものの、2週間ほどで再度休養し、7月17日の『めざましテレビ』において、入院ししばらく休業することが伝えられた。7月22日・23日放送『27時間テレビ・鬼笑い祭』内の提供読みは参加しなかった。10月の改編期にあわせて『めざましテレビ』を除く、『ぽかぽか』をはじめ他の担当の降板を発表した。
10月22日、Instagram上で自身の健康状態について「食べられなくなった。うまく歩けなくなった。うまく指が動かなくなった」と報告した。続けて「幸せを諦めずに生きる。社会復帰できる日を目指して、ゼロから小さな努力をコツコツ積み重ねていく!」と投稿した。
フォトエッセイ『透明を満たす』（講談社）の発売直後に応じた『週刊現代』（講談社）のインタビューでは、「まだ26歳で健康だからと保険に入っていなかった。個室なら1泊4万円はする。それが何日……と計算していくと、1週間で1ヵ月分の給料は飛んでいくから頭を悩ませた。実家はお金持ちではないため、病気になっても実家には1円も頼らなかった」と語り、入院費や治療費によって、金銭面で苦労したことを明かした。約2ケ月間の入院生活を終えた後の身体の状態は「PTSDになる前と比べて9キロも痩せた。骨と皮だけの身体になっていき、髪の毛も大量に抜けた」と語っている。
10月27日にフジテレビ社長（当時）の港浩一は、定例社長会見で渡邊について「退院して通院、治療中です」と説明した。10月28日にInstagramのストーリーズで「今週は体調が悪く、患部の痛みで眠れず、何をしてても辛かった。週4で病院に通い、検査もたくさんしている。27日あたりからやっと落ち着いてきた」と投稿した。12月23日、Instagramのストーリーズで「少し前に大したことない小さい手術をした」と投稿。
2024年2月13日、Instagramのストーリーズで、食生活について「最近お腹が空かなくて日中は紅茶しか飲まず、夜になってやっと一食食べる生活」と投稿した。2月16日、Instagramのストーリーズで「少し前にメニエール病を発症した」との問いに「今の体調不良と無関係だが、自分も2年前にメニエール病を発症した」と返信した。3月11日夜にInstagramでフォロワーから質問を募集し、寄せられた質問から60の回答をストーリーズで公開した。「今の症状はワクチン接種が関係しているか」との問いに「いいえ」と回答した。
8月5日、フランス・パリの現地でパリオリンピックバレーボール男子日本対イタリア戦を観戦する渡邊がNHKの生中継で映り話題となる。病気療養中とされていたため、渡邊に批判が殺到した。8月10日、自身のInstagramで「パリ五輪のバレーボールを応援するために渡仏した」と釈明した。
8月23日、フジテレビは「渡邊本人の希望により同月31日をもってフジテレビを退社する」ことを発表した。渡邊は「病気を治して今までみたいに働きたいと思っていた時期もあった」「どうやっても昔のように戻らない現実があり、それを受け入れるのに勇気が必要だった。今後は今までと違った生き方をしたい」と述べた。『めざましテレビ』も8月26日に渡邊の退社を報じた。
10月1日、自身のInstagram上でサブスクリプションサービスを告知し、ストーリーズで「WATANABENAGISA_にサブスクリプション登録しよう」と促した。心的外傷後ストレス障害（PTSD）を患っていたこと、専門治療を終えたことを記した。10月6日に自身のInstagram上で、ストーリーズに寄せられた「メンタル疾患は、本当に辛い。差別偏見も多いし。」とのコメントに対し、「偏見、差別。残念なことに、日本は精神疾患について、理解があまりない。そんな社会を変えたいなって思っている。」と返信した。
10月31日発売の『FRIDAY』（講談社）のインタビューで渡邊は「PTSDを発症したのは昨年6月、生命の危機を感じる衝撃的な出来事が生じたことが発端だった」、「警察に被害届を出すことも検討したが踏みとどまった」などと語る。
11月6日、自身のInstagramを更新し「夏前は少し頑張るとすぐ熱が出て、腎盂腎炎や尿管結石、膀胱炎など腎臓関連が弱っていたが、最近は全く体調を崩さなくなった」と明かした上で「発熱もしなくなって、解熱剤や痛み止めがいらなくなってうれしい」と投稿した。
11月8日発売『週刊ポスト』（小学館）のインタビューで「シルバーリボンに興味があり、大学で心理に関する講義をさせていただくことも決まった。11月から、世の中の出来事や自分の思いについて語るウェブ連載も始める。モデル撮影や執筆業など、やったことがないことに色々と挑戦していく」と語った。11月11日から『NEWSポストセブン』でエッセイ「ひたむきに咲く」の連載を始め、第1回は自身を苦しめる「共感力」について語った。11月11日にInstagramのストーリーズで、「未だに仮病だとか、病院行ってないとか、PTSDはそんなにすぐ治らない、外出なんてできるわけない」の声に対し「心的外傷後ストレス障害」の診断書を見せた。
11月16日に配信されたWEBメディア『ENCOUNT』のインタビューで、「闘病、退職の経緯」について「会社も関係するトラブルがあった。PTSDになってからは、特定の食べ物とかを見るとそのトラウマを思い出していた。（中略）それで朝から晩まで働いていた。闘病中は、真剣に『死』を意識した。今年の4月には会社の産業医を通じて、退職の意思を示していた」と語った。
2025年1月29日、アナウンサー時代や療養生活中の思いなどを綴ったフォトエッセイ『透明を満たす』（講談社）が発売を開始し、大きな反響を呼ぶ。

## 出演

### 生島企画室時代
テレビ
- 週末ハッピーライフ! お江戸に恋して（2017年4月1日 - 2019年3月31日、東京メトロポリタンテレビジョン） - 海と日本プロジェクトinTokyo リポーター
- バズリズム（2017年、日本テレビ） - リポーター

ラジオ
- オレたちゴチャ・まぜっ!〜集まれヤンヤン〜（2018年4月21日 - 2020年3月28日、MBSラジオ） - ヤンヤンガールズ10期生[88]。2019年4月20日からはMCに昇格。

映画
- センセイ君主（2018年8月1日、東宝）[89]
- 響-HIBIKI-（2018年9月14日、東宝）[90]
- 君は月夜に光り輝く（2019年3月15日、東宝）[91]

PV
- THE DRY「君へ」（2018年6月15日）[注 9]

### フジテレビ時代
レギュラー出演番組・キャスター名（地上波）
| 期間 | 期間      | 月曜日                                                     | 火曜日                              | 水曜日                                                 | 木曜日                              | 金曜日                              | 土・日曜日                  |
| --- | --------- | ---------------------------------------------------------- | ----------------------------------- | ------------------------------------------------------ | ----------------------------------- | ----------------------------------- | --------------------------- |
| 2020.10 | 2021.3    | めざましテレビ 「スゴ撮」リポーター1・フィールドキャスター | めざましテレビ フィールドキャスター | めざましテレビ フィールドキャスター                    | めざましテレビ フィールドキャスター | めざましテレビ フィールドキャスター | （なし）                    |
| 2021.4 | 2022.3    | めざましテレビ 情報キャスター2・ 「スゴ撮」リポーター      | （なし）                            | （なし）                                               | （なし）                            | めざましテレビ エンタメキャスター   | （なし）                    |
| 2022.4 | 2022.6    | めざましテレビ 情報キャスター・ 「うま撮」リポーター       | （なし）                            | （なし）                                               | （なし）                            | めざましテレビ 情報キャスター       | （なし）                    |
| 2022.7 | 2022.12   | めざましテレビ 情報キャスター・ 「うま撮」リポーター       | （なし）                            | （なし）                                               | めざましテレビ エンタメキャスター3  | めざましテレビ 情報キャスター       | （なし）                    |
| 2023.1 | 2023.3    | めざましテレビ 情報キャスター・ 「うま撮」リポーター       | めざましテレビ エンタメキャスター4  | （なし）                                               | ぽかぽか 木曜進行                   | めざましテレビ 情報キャスター       | （なし）                    |
| 2023.4 | 2023.5.12 | めざましテレビ 情報キャスター・ 「ご当地うま撮GP」         | （なし）                            | めざましテレビ エンタメキャスター                      | ぽかぽか 木曜進行                   | めざましテレビ 情報キャスター       | （なし）                    |
| 2023.5.15 | 2023.7.11 | めざましテレビ 情報キャスター                              | （なし）                            | めざましテレビ エンタメキャスター・ 「ご当地うま撮GP」 | ぽかぽか 木曜進行                   | めざましテレビ 情報キャスター       | （なし）                    |
| 2023.7.12 | 2024.8.31 | 体調不良のため長期休養→退社                                | 体調不良のため長期休養→退社         | 体調不良のため長期休養→退社                            | 体調不良のため長期休養→退社         | 体調不良のため長期休養→退社         | 体調不良のため長期休養→退社 |
| 備考 - 1井上清華の後任。 - 2永島優美の卒業に伴い、井上が永島の後任を担当するための後任。 - 3永尾亜子の後任。 - 4『ぽかぽか』（木曜日）に出演するため、鈴木唯と担当曜日を変更。 |           |                                                            |                                     |                                                        |                                     |                                     |                             |

- もしもツアーズ（2020年9月5日 - 2022年3月26日）- 4代目ツアーガイド
- ワイドナショー（2021年10月3日 - 2023年7月2日）- アシスタント

 WEB番組 
- World Buzz Channel（2021年9月3日 - 2023年7月28日、YouTube）- MC[92][注 11]

 単発出演・代役等 
- さんまのFNSアナウンサー全国一斉点検2020（2020年4月18日） - フジテレビ新人アナウンサーとして初出演
- BSフジNEWS（BSフジ、不定期出演）
- Live News it! （2020年8月13日・14日）- 三井良浩夏季休暇時の代理お天気キャスター
- FNNニュース（2021年12月30日）
- 大みそか列島縦断LIVE 景気満開テレビ (2021年12月31日・2022年12月31日) - リポーター
- タイムリミットバトル ボカーン!（2022年3月28日・7月4日・12月26日） - サブアシスタント
- SOUL SONG SHOW（2022年5月7日）- 進行
- ビジネスStyle (2022年5月29日) - インタビュアー
- サスティな!〜こんなとこにもSDGs〜（2022年7月23日） - リポーター
- 緊急特番!『ONE PIECE FILM RED』大ヒットの秘密に迫るSP（2022年8月28日） - ナビゲーター
- Volleyball Channel（2022年10月30日 - 2023年2月26日、BSフジ） - ナビゲーター
- 潜入!リアルスコープ アレグリア-新たなる光-SP（2023年3月18日） - 進行
- ゴールデンルーキー 料理人・跳び箱超人・メイクの達人! 新たなスターを発掘せよ（2023年6月11日） - メイクブロック部門 進行
- ぽかぽかゴールデン（2023年6月29日）- 山本賢太と共に進行

## 書籍
写真集
- 「水平線」（2025年6月25日、集英社）[93]ISBN 978-4-08-790196-2

雑誌
- 『週刊ヤングマガジン 2022年26号』（表紙、2022年5月30日発売、講談社）[94]
- 『週刊プレイボーイ 1・2合併号』（グラビア、2024年12月23日発売、集英社）[95]
- 『週刊現代 2025年2月15日号』（表紙・インタビュー、2025年2月7日発売、講談社）

著書
- 『透明を満たす』（フォトエッセイ、2025年1月29日発売、講談社）[96][97]ISBN 9784065386934

## その他
- 一日警察署長 月島警察署（2022年9月19日）[98]